# سليمان دياموتين
سليماني دياموتيني Souleymane Diamoutene (بالفرنسية: Souleymane Diamoutene)‏، من مواليد 30 يناير 1983 في سيكاسو في مالي، لاعب كرة قدم مالي.
بدأ مسيرته الكروية مع نادي لوتشيسي الإيطالي في عام 2001، ولعب معهم حتى عام 2003، وفي موسم 2003/2004 انتقل إلى نادي بيروجيا الإيطالي، ومنذ عام 2004 وهو يلعب مع نادي ليتشي الإيطالي.
هو يلعب مع منتخب مالي لكرة القدم.

## روابط خارجية
- سليمان دياموتين على موقع الاتحاد الدولي (مؤرشف)  (الإنجليزية)
- سليمان دياموتين على موقع قاعدة بيانات كرة القدم.إي يو (الإنجليزية)
- سليمان دياموتين على موقع ناشيونال فوتبول تيمز (الإنجليزية)
- سليمان دياموتين على موقع Soccerbase.com (لاعب) (الإنجليزية)
- سليمان دياموتين على موقع Soccerway.com (الإنجليزية)
- سليمان دياموتين على موقع عالم كرة القدم.نت (الإنجليزية)
- سليمان دياموتين على موقع كووورة
- سليمان دياموتين على موقع AS.com (الإسبانية)